# ژان ژاک هونورات
ژان ژاک هونورات (انگلیسی: Jean-Jacques Honorat؛ زادهٔ ۱ آوریل ۱۹۳۱ – درگذشتهٔ ۲۶ ژوئیه ۲۰۲۳) یک سیاست‌مدار اهل هائیتی بود. وی از ۱۱ اکتبر ۱۹۹۱ تا ۱۹ ژوئن ۱۹۹۲ نخست‌وزیر این کشور بود.
ژان ژاک هونورات در ۲۶ ژوئیه ۲۰۲۳، در سن ۹۲ سالگی درگذشت.